# Elodie
Elodie Di Patrizi (ur. 3 maja 1990 w Rzymie) – włoska piosenkarka.

## Życiorys
Jest córką Włocha i Francuzki pochodzącej z ludności kreolskiej z Gwadelupy. Przed rozpoczęciem kariery muzycznej pracowała w modelingu.
Uczestniczyła w trzeciej edycji włoskiego X Factora. Po udziale w programie przeprowadziła się do Apulii. W 2015 zajęła drugie miejsce w finale 15. sezonu programu typu talent show Amici di Maria De Filippi, a po udziale w programie podpisała kontrakt z wytwórnią Universal Music Italy, a następnie wypuściła singiel „Un’altra vita”, który był notowany na liście przebojów we Włoszech i za którego wysoką sprzedaż uzyskała certyfikat złotej płyty. Następnie wydała debiutancki album studyjny, również zatytułowany Un'altra vita, z którym dotarła do drugiego miejsca listy najchętniej kupowanych płyt we Włoszech.
W 2017 wydała album pt. Tutta colpa mia i uczestniczyła w 67. Festiwalu Piosenki Włoskiej w San Remo z utworem „Tutta colpa mia”, za którego sprzedaż uzyskała certyfikat platynowej płyty w kraju. W 2020 z utworem „Andromeda” wystąpiła na 70. Festiwalu Piosenki Włoskiej w San Remo. W lutym 2025 z utworem „Dimenticarsi alle 7” weźmie udział w 75. FPW w San Remo.

## Dyskografia

### Albumy
| Tytuł           | Dane dot. albumu                                                                              | Pozycje na listach przebojów | Pozycje na listach przebojów | Certyfikaty   |
| Tytuł           | Dane dot. albumu                                                                              | ITA                          | SWI                          | Certyfikaty   |
| --------------- | --------------------------------------------------------------------------------------------- | ---------------------------- | ---------------------------- | ------------- |
| Un'altra vita   | - Wydany: 20 maja 2016 - Wytwórnia: Universal Music Italy - Formaty: CD, digital download     | 2                            | 86                           | - FIMI: Złoto |
| Tutta colpa mia | - Wydany: 17 lutego 2017 - Wytwórnia: Universal Music Italy - Formaty: CD, digital download   | 6                            | —                            |               |
| This Is Elodie  | - Wydany: 31 stycznia 2020 - Wytwórnia: Universal Music Italy - Formaty: CD, digital download | 6                            | —                            |               |

### Single
| Rok  | Tytuł                                        | Pozycje na listach przebojów | Certyfikaty      | Album           |
| Rok  | Tytuł                                        | ITA                          | Certyfikaty      | Album           |
| ---- | -------------------------------------------- | ---------------------------- | ---------------- | --------------- |
| 2016 | Un'altra vita                                | 33                           | FIMI: Złoto      | Un'altra vita   |
| 2016 | Amore avrai                                  | —                            |                  | Un'altra vita   |
| 2016 | L'imperfezione della vita                    | —                            |                  | Un'altra vita   |
| 2017 | Tutta colpa mia                              | 12                           | FIMI: Platyna    | Tutta colpa mia |
| 2017 | Verrà da sé                                  | —                            |                  | Tutta colpa mia |
| 2017 | Semplice                                     | —                            |                  | Tutta colpa mia |
| 2018 | Nero Bali (z Michelem Bravim i Guém Pequeno) | 10                           | FIMI: 2x Platyna | This is Elodie  |
| 2018 | Rambla (z Ghemonem)                          | —                            |                  | This is Elodie  |
| 2019 | Pensare male (z The Kolors)                  | 24                           | FIMI: Platyna    | This is Elodie  |
| 2019 | Margarita (z Marracashem)                    | 6                            | FIMI: 2x Platyna | This is Elodie  |
| 2020 | Non È La Fine (z Gemitaizem)                 | 63                           |                  | This is Elodie  |
| 2020 | Mal Di Testa (z Fabri Fibrą)                 | 76                           |                  | This is Elodie  |
| 2020 | Andromeda                                    | 6                            | FIMI: Platyna    | This is Elodie  |
| 2020 | Guaranà                                      | 13                           | FIMI: Platyna    | This is Elodie  |